# War Hospital
War Hospital (укр. Військовий шпиталь) — відеогра в жанрі симулятора менеджменту від польського розробника Brave Lamb Studio, що була видана французькою компанією Nacon 11 січня 2024 року для Microsoft Windows, PlayStation 5 та Xbox Series X/S.
Гравець має керувати військовим шпиталем на півночі Франції в часи Першої світової війни, розпоряджаючись обмеженою кількістю ресурсів і приймаючи складні рішення.

## Ігровий процес
Події гри відбуваються 1918 року. Гравцю в ролі відставного військового лікаря, майора Генрі Веллса доручено керувати оточеним німецькими військами британським польовим шпиталем на Західному фронті, всього в декількох хвилинах їзди від лінії зіткнення. Майор нещодавно втратив сина на війні та сподівається, що зможе пережити горе, займаючись важливою для людських життів роботою.
Суть гри полягає в сортуванні пацієнтів із травмами різних ступенів тяжкості, в той час як безперервний потік поранених створює певні труднощі. Поранені солдати прибувають машиною швидкої допомоги або носилками в пункт прийому потерпілих, після чого за ними доглядають медсестри до медогляду лікарем. Кожен пацієнт матиме досьє з інформацією про його хворобу, загальний стан здоров'я та ймовірність неефективності операції. Пацієнти із серйознішими травмами потребують більше медичних засобів та триваліших операцій. Також пацієнти можуть бути VIP-персонами, яким ваше начальство хотіло би віддати перевагу. Баланс між невідкладністю лікування та обмеженістю медичного персоналу і матеріалів має вирішальне значення.
У грі присутня система морального духу: смерть пацієнта на операційному столі впливає на моральний дух лікарні, що в разі падіння до нуля означає програш. Проте відмова від лікування заздалегідь у пункті прийому може зменшити негативний вплив на настрій госпіталю. Хоча це й необхідно робити, адже потік хворих більший, ніж є часу та ресурсів для їх лікування, однак, переборщивши з цим, гравець ризикує заробити погану репутацію для лікарні. Але окрім морального, гравець має слідкувати і за фізичним станом персоналу, адже перевтома на роботі передбачає тривале відновлення.